# Shawneeland (Virginia)
Shawneeland è un census-designated place (CDP) degli Stati Uniti d'America, situato nello stato della Virginia, nella contea di Frederick. Secondo il censimento del 2020 gli abitanti di Shawneeland ammontavano a 2 248.